# Тепляковский овраг
Тепляко́вский овра́г — ручей на юге Москвы, в районе Чертаново Южное Южного административного округа, правый приток Городни. Частично протекает в подземном коллекторе. Поверхностный водоток сохранился в приустьевом участке на протяжении 500 метров, в верхнем и среднем течении засыпан.
Длина Тепляковского оврага составляет 2 км, площадь водосборного бассейна — 2 км². Река протекала в одноимённом овраге, который начинался к северу от станции Красный Строитель Курского направления Московской железной дороги. Водоток проходил на север параллельно Курской железной дороге, в открытом течении сохранился на территории Покровского парка. Впадает в Городню в Покровском пруду (узкий пруд длиной 380 м), к западу от остановочного пункта Покровская Курского направления.
Название реки имеет антропонимическое происхождение, ср. фамилию Тепляков.
Правый отвершек Тепляковского оврага составляет Попов овраг. Имеет длину 1,3 км, частично засыпан, имеется также подземный коллектор. Начинался у Харьковского проезда, далее пересекал улицу Подольских курсантов, Покровское кладбище, Курскую железную дорогу южнее остановочного пункта Покровская, затем соединялся с Тепляковским оврагом выше пруда у 2-й Покровской улицы. Название имеет антропонимическое происхождение, ср. фамилию Попов.